# José María Castellví
Josep María Castellví Marimón (Barcelona, 1900 - Barcelona, 1944) fue un director de cine español. Hizo uno de los primeros cortos sonoros: Cinópolis en Francia en 1931.
Su última película, El hombre que las enamora fue estrenada póstumamente en 1944

## Filmografía
- 1931 Cinópolis (Francia)
- 1931 La canción de las naciones
- 1933 Mercedes, - se destaca como la primera película musical española con conversaciones.
- 1934 ¡Viva la vida!. Comedia con José Santpere, Rosita Ballesteros, Conchita Ballesteros, Consuelo Cuevas, y Alady (Carles Saldaña Beut)[3]
- 1935 Abajo los hombres
- 1939 La linda Beatriz
- 1940 Romeo y Julieta
- 1942 Cuarenta y ocho horas
- 1943 El camino del amor
- 1944 El hombre que las enamora[4][5]